# Seldovia Village
Seldovia Village ist ein census-designated place (CDP) im Kenai Peninsula Borough in Alaska. Das U.S. Census Bureau ermittelte bei der Volkszählung 2020 eine Einwohnerzahl von 199.

## Geographie
Seldovia Village liegt im Südwesten der Kenai-Halbinsel südlich vom Ausgang der Kachemak Bay in das äußere Cook Inlet. Seldovia Village liegt 20 km südsüdwestlich von Homer. Das CDP-Gebiet hat eine Längsausdehnung in Ost-West-Richtung von etwa 14 km sowie eine Breite von etwa 3 km. Es liegt zwischen der Seldovia Bay und der City of Seldovia im Westen und der Jakolof Bay im Osten. Im CDP-Gebiet befindet sich ein Straßennetz. Bei Seldovia gibt es den Flugplatz Seldovia. Seldovia Village kann nur auf dem Luft- oder Seeweg erreicht werden. Östlich von Seldovia Village erstreckt sich der Kachemak Bay State Park.

## Geschichte
Seldovia Village wurde 2000 ein census-designated place. Das Seldovia Village CDP ersetzte teilweise das von 1980 bis 1990 geführte Jakolof Bay CDP.

## Demografie
Zum Zeitpunkt der Volkszählung im Jahre 2020 (U.S. Census 2020) hatte Seldovia Village 199 Einwohner auf einer Landfläche von 46,99 km². Von den Einwohnern waren 131 Weiße, einer afrikanisch-amerikanischer Abstammung, 33 Indigene sowie 2 Asiaten. Beim Zensus im Jahr 2000 wurden 144 Einwohner gezählt, 2010 waren es 165. Somit war die Bevölkerungsentwicklung der letzten Jahre ansteigend.